# 未確認思考物隊
『未確認思考物隊（みかくにんしこうぶったい）』は、関西テレビで2008年1月21日から3月31日まで毎週月曜日24:35 - 25:35（火曜日未明0:35 - 1:35）に放送されていたトークバラエティ番組である。ハイビジョン制作。

## 出演者
隊長
- 浅越ゴエ

常任調査隊員
- 竹内義和
- 高野秀行

特別分析官
- 松尾貴史（第1回 - 第4回、第11回）
- 北野誠（第5回・第6回）
- 大槻ケンヂ（第7回 - 第11回） - 大槻は当初レギュラー出演する予定だったが、筋肉少女帯の復活ライブツアーで多忙だったため、準レギュラーでの出演となった。

## テーマ
| 回数 | 放送日        | テーマ              | ゲスト                                         |
| ---- | ------------- | ------------------- | ---------------------------------------------- |
| 1    | 2008年1月21日 | UMA（ジャナワール） | 本多成正（古生物研究家）                       |
| 2    | 2008年1月28日 | ツチノコ            | 山口敏太郎、滝沢博（つちのこ探検協同組合）     |
| 3    | 2008年2月4日  | 占い                | 小笠原まさや、佐藤達哉                         |
| 4    | 2008年2月11日 | UFO                 | 秋山眞人、武良信行                             |
| 5    | 2008年2月18日 | 心霊                | 西塔恵（霊能者）、一柳廣孝（横浜国立大学教授） |
| 6    | 2008年2月25日 | 霊能                | 西塔恵、松居泉典、雅                           |
| 7    | 2008年3月3日  | 予知                | 西田公昭、大作武彦（ジュセリーノ友の会会長）   |
| 8    | 2008年3月10日 | 妖怪                | 山口敏太郎                                     |
| 9    | 2008年3月17日 | 都市伝説            | 大月隆寛、飛鳥昭雄、山口敏太郎                 |
| 10   | 2008年3月24日 | 超能力              | 秋山眞人、森達也、魔法使いアキット             |
| 11   | 2008年3月31日 | 未確認思考物隊      | 山口敏太郎                                     |

## エンディングテーマ
筋肉少女帯「福耳の子供'08」

## スタッフ
- ナレーション：田昌人
- 構成：根宜利彰、上地茂晴
- リサーチ：鈴木一史、三歩一
- CG：三好和也（ちゅるんカンパニー）
- 資料協力：田部井淳子、カメラマン栗山栗丘
- TD：中居龍紀、横山和明
- CAM：横山和明、松林正和
- MIX：永田誠
- LD：中村貴志、金子宗央
- 技術協力：テレコープ、ちゅるんカンパニー、ウエストワン、大阪共立
- 美術製作：岡崎忠司
- デザイン：山本直人
- 美術進行：西口英希
- 装置：山本達雄
- メイク：パウダー
- 衣装：&・mase
- 衣装協力：日登美、marusho、エニット土門
- ED：古賀善和、片山一郎、岡貴文
- MA：野村理恵
- SE：松永隆志
- タイトル：兵頭和也
- 宣伝：梅垣陽介
- ディレクター：谷口仁則（Walk On）、
- AP：西川達也
- チーフディレクター：文倉大志
- プロデューサー：武藤良博
- チーフプロデューサー：谷口俊哉
- 製作協力：メディアプルポ、Walk On

| 関西テレビ 月曜 24:35 - 25:05枠                                                                     | 関西テレビ 月曜 24:35 - 25:05枠 | 関西テレビ 月曜 24:35 - 25:05枠            |
| 前番組                                                                                              | 番組名                          | 次番組                                     |
| --------------------------------------------------------------------------------------------------- | ------------------------------- | ------------------------------------------ |
| 環境野郎Dチーム ※24:35 - 25:00 24 -TWENTY FOUR- Season 5 ※25:00 - 27:55 ↓ コンバット ※25:00 - 25:25 | 未確認思考物隊                  | チュートリアルのチューして! ※24:35 - 25:25 |